# 루코비차

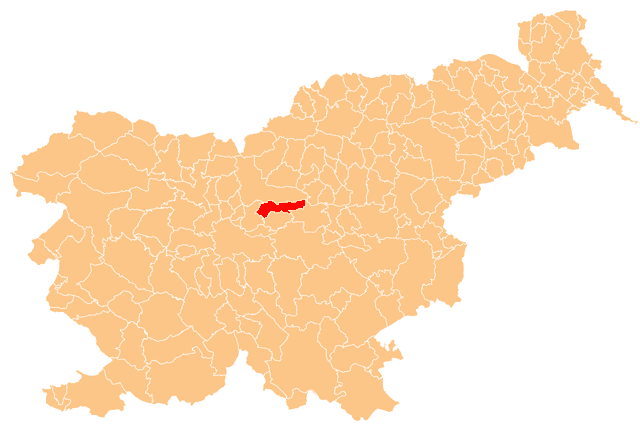
루코비차의 위치

루코비차(슬로베니아어: Lukovica)는 슬로베니아의 도시로 면적은 74.9 km2, 인구는 4,972명(2002년 기준), 인구 밀도는 66.4명/km2이다.